# Fuga ad minimam
Fuga ad minimam is een muziektheoretisch begrip dat in de Ars Nova ontwikkeld werd. Het verwijst naar een canon waarin de stemmen kort na elkaar inzetten, soms zelfs op een afstand van slechts één ritmische eenheid. Dit in tegenstelling tot een 'gewone' canon waarin de temporele afstand tussen de stemmen vaak de omvang van een gehele melodische zin heeft.
Men moet de betekenis van het woord fuga hierin niet verwarren met de betekenis die het in de barok heeft gekregen. Een fuga is in het middeleeuwse Latijn simpelweg een synoniem voor wat we tegenwoordig een canon noemen. (Het woord canon heeft oorspronkelijk ook een geheel andere betekenis, namelijk regel of richtsnoer. In sommige Gregoriaanse partituren vindt men bijvoorbeeld canoni, waarin een verbale instructie wordt gegeven aan de muzikanten.)